# Gesneria odontophylla
Gesneria odontophylla là một loài thực vật có hoa trong họ Tai voi. Loài này được Urb. & Ekman mô tả khoa học đầu tiên năm 1932.